# Lo spettacolo è finito
Lo spettacolo è finito è il primo album in studio del rapper italiano Rischio, pubblicato nel 2004 dalla 5º Dan.

## Il disco
Prodotto da Shablo, Fiume e Twice, Lo spettacolo è finito presenta appieno lo stile del rapper di Ascoli Piceno che dimostra uno stile ricercato e complesso, non sempre comprensibile complice anche una qualità audio non eccellente. Insieme a Jimmy Spinelli firmano i brani Royal Mehdi, Papadan, Gora, Ask, Inoki, Soul Boy, DJ Jay Kay e Word.

## Tracce
1. Intro
2. Mai mai
3. Lo spettacolo è finito
4. Lavoro pulito pt. 1
5. Tranquillo!?!
6. Figli
7. Adesso aspetti!...
8. Il giro
9. Estinguersi o distinguersi?!?
10. Mondodroga.03
11. Dura natura
12. ...Era nell'aria
13. Nell'aria
14. Magna magna pt. 2
15. Lavoro pulito pt. 2
16. Non scordare
17. Un peso una misura
18. Outro